# Schloss Rockenhausen
Das Schloss Rockenhausen ist ein denkmalgeschütztes Bauwerk in der gleichnamigen Stadt im Donnersbergkreis in Rheinland-Pfalz, das heute ein Hotel beherbergt.

## Lage
Bad Bauwerk befindet sich in der örtlichen Schloßstraße.

## Geschichte
Von 1713 bis 1738 wurde das Gebäude als Dreiflügelanlage mit Nebengebäuden wie Kellerhaus, Stallungen und Zehntscheune errichtet; zuvor befand sich an selbiger Stelle bis zum 17. Jahrhundert die Ruhenburg. Umgeben war es von einem Wassergraben.
Als Folge der Revolutionskriege von 1792 bis 1797 verlor das Schloss unter französischer Herrschaft seinen kurfürstlichen Amtssitz. Danach wurde es mehrmals versteigert, bis es 1956 in den Besitz der Stadt Rockenhausen kam und als Rathaus, Bücherei und Altentagesstätte genutzt wurde. Nach 2000 wurde das Schloss renoviert und umgebaut. Es wird als Schlosshotel Rockenhausen gastronomisch genutzt.